# دومينغو بينيغاس
دومينغو بينيغاس (بالإسبانية: Domingo Benegas)‏ مواليد 4 أغسطس 1946 في باراغواي، هو لاعب كرة قدم إسباني سابق كان يلعب كلاعب وسط.

## المسيرة الاحترافية

### أندية لعب لها
- نادي ليبرتاد
- أتلتيكو مدريد
- ريال مايوركا
- نادي بورغوس